# Alice Glass
Alice Glass (Toronto, 23 agosto 1988) è una cantante canadese, ex vocalist del duo elettronico Crystal Castles.

## Biografia e carriera
Nata nel 1988 nell'Ontario, all'età di 14 anni Alice ha cambiato nome in Vicki Vale, scappando di casa per andare a vivere in uno squat insieme ad una comunità di punk e tossicodipendenti. Una settimana dopo il compimento del 15º anno di età è stata notata da Ethan Kath, attualmente suo ex-partner musicale nel duo Crystal Castles, il quale aveva appena assistito ad un live del gruppo noise punk di Alice, i Fetus Fatale. Impressionato dalla presenza scenica di lei, Kath le diede un CD contenente 60 tracce strumentali, per cinque delle quali la cantante scrisse dei testi. Successivamente le cinque tracce furono registrate in uno studio. Durante le registrazioni, l'ingegnere del suono registrò di nascosto il primo soundcheck delle 5 tracce inizialmente previste, tuttavia gli chiese di fare un soundcheck anche per una sestra traccia presa dalle 60 strumentali di Kath. Alice improvvisò il testo di quest'ultima traccia. La sesta traccia venne poi scoperta dall'etichetta londinese Merok Records, che si propose di pubblicarla come primo singolo in vinile dei Crystal Castles. Nacque così Alice Practice.
L'8 ottobre 2014 Alice comunica a tutti i fan, attraverso Facebook, la sua decisione di abbandonare i Crystal Castles per ragioni personali e professionali.
Dopo il singolo "Stillbirth" del 2015, i cui proventi sono stati devoluti ad associazioni che supportano i sopravvissuti a abusi domestici, violenza sessuale e incesto, il 18 agosto 2017 esce a sorpresa il suo primo EP da solista intitolato "Alice Glass", composto da 6 tracce prodotte insieme all’ex componente degli HEALTH Jupiter Keyes e anticipato dal singolo "Without love" accompagnato da un videoclip ufficiale diretto dall'Italiana Floria Sigismondi.
Nell'inverno 2017, è stata in tour con Marilyn Manson.

## Discografia
Con i Crystal Castles:
- (I) - (18 marzo 2008)
- (II) - (24 maggio 2010)
- (III) - (12 novembre 2012)

Da solista:
- Alice Glass (EP) - (18 agosto 2017)
- Prey//IV - (16 febbraio 2022)